# Gare de Saint-Pons (Bouches-du-Rhône)
La gare de Saint-Pons (Bouches-du-Rhône), était une gare ferroviaire de la ligne de Rognac à Aix-en-Provence, située sur le territoire de la commune d'Aix-en-Provence dans le département des Bouches-du-Rhône en région Provence-Alpes-Côte d'Azur, au voisinage du hameau de Saint-Pons, dont elle a reçu son nom.
C'était une halte voyageurs ouverte en 1894, fermée en 1939, et détruite par la suite.

## Situation ferroviaire
La halte de Saint-Pons était située sur la ligne de Rognac à Aix-en-Provence, entre les gares, aujourd'hui fermées, de Roquefavour et des Milles,, à 104 mètres d'altitude.

## Histoire
Établie au passage à niveau de la route de Marseille à Apt, la halte de Saint-Pons est mise en service le 14 septembre 1894 par la Compagnie des chemins de fer de Paris à Lyon et à la Méditerranée (PLM). Elle est ouverte au service des voyageurs sans bagages, au transport des chiens avec billets, ainsi qu'au service bagages de la « grande vitesse », avec quelques exclusions,.
La ligne est fermée au service des voyageurs le 18 avril 1939. Il n'est pas mis en place un service de remplacement routier car le service actuel de ce type est jugé « convenable pour les usagers ». Les installations de la gare sont ensuite détruites. 
Cependant la ligne reste ouverte au trafic marchandises. Au début des années 2000, pour accompagner le développement de l'importante zone d'activités d'Aix-les Milles, un embranchement est installé à l'emplacement de l'ancienne halte, avec entrée directe dans le sens Rognac > Aix, protégé en sortie par des sémaphores. De là une double voie de desserte suivait la ligne sur un kilomètre avant de pénétrer dans la zone d'activité. La faiblesse de l'utilisation de cette installation a conduit ensuite la SNCF à supprimer cet embranchement de Saint-Pons pour le remplacer par un embranchement direct avec une simple signalisation à l'entrée de la zone, la voie de desserte devenant voie de garage avec butoir au dos du PN. L'installation terminale embranchée (ITE) est depuis en sommeil, et le PN de Saint-Pons dégagé de toute installation.